# Peuvillers
Peuvillers ist eine französische Gemeinde mit 60 Einwohnern (Stand: 1. Januar 2022) im Département Meuse in der Region Grand Est (bis 2015 Lothringen). Sie gehört zum Arrondissement Verdun und zum Kanton Montmédy.

## Geografie
Peuvillers liegt etwa 35 Kilometer nordnordöstlich von Verdun am Flüsschen Thinte. Umgeben wird Peuvillers von den Nachbargemeinden Lissey im Nordwesten und Norden, Vittarville im Norden und Nordosten, Dombras im Osten, Damvillers im Süden, Réville-aux-Bois im Südwesten sowie Écurey-en-Verdunois im Südwesten und Westen.

## Bevölkerungsentwicklung
| Jahr                       | 1962 | 1968 | 1975 | 1982 | 1990 | 1999 | 2006 | 2011 | 2019 |
| Einwohner                  | 104  | 77   | 60   | 51   | 55   | 50   | 68   | 62   | 60   |
| Quellen: Cassini und INSEE |      |      |      |      |      |      |      |      |      |

## Sehenswürdigkeiten
- Kirche Sainte-Gertrude aus dem 12. Jahrhundert
- deutscher Soldatenfriedhof aus dem Ersten Weltkrieg, 967 Kriegsgräber

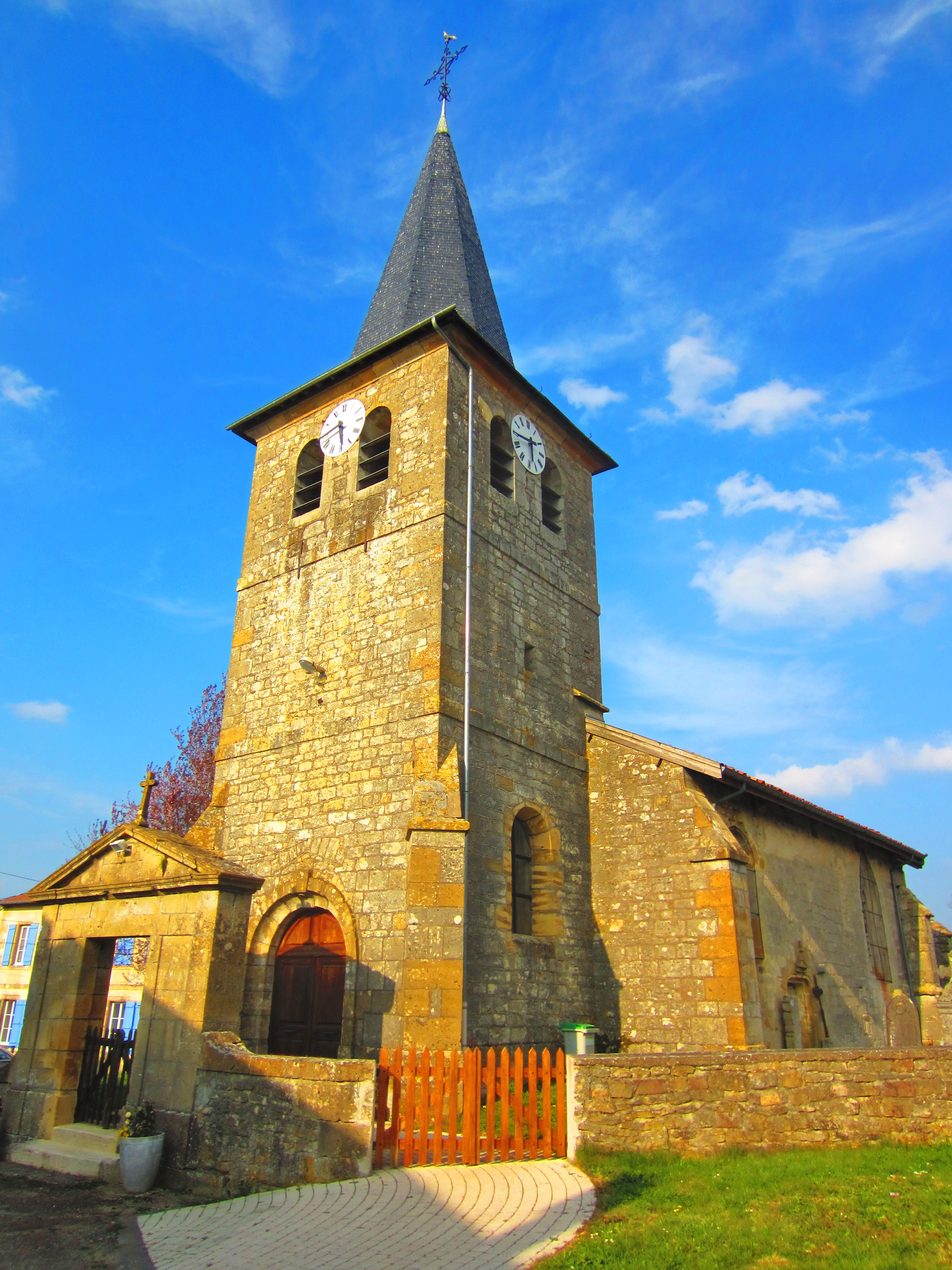
Kirche Sainte-Gertrude